# آنا بياتريس سيلفا
آنا بياتريس سيلفا (7 فبراير 1992 - ) هي لاعبة كرة طائرة برازيلية.